# Frisiavones

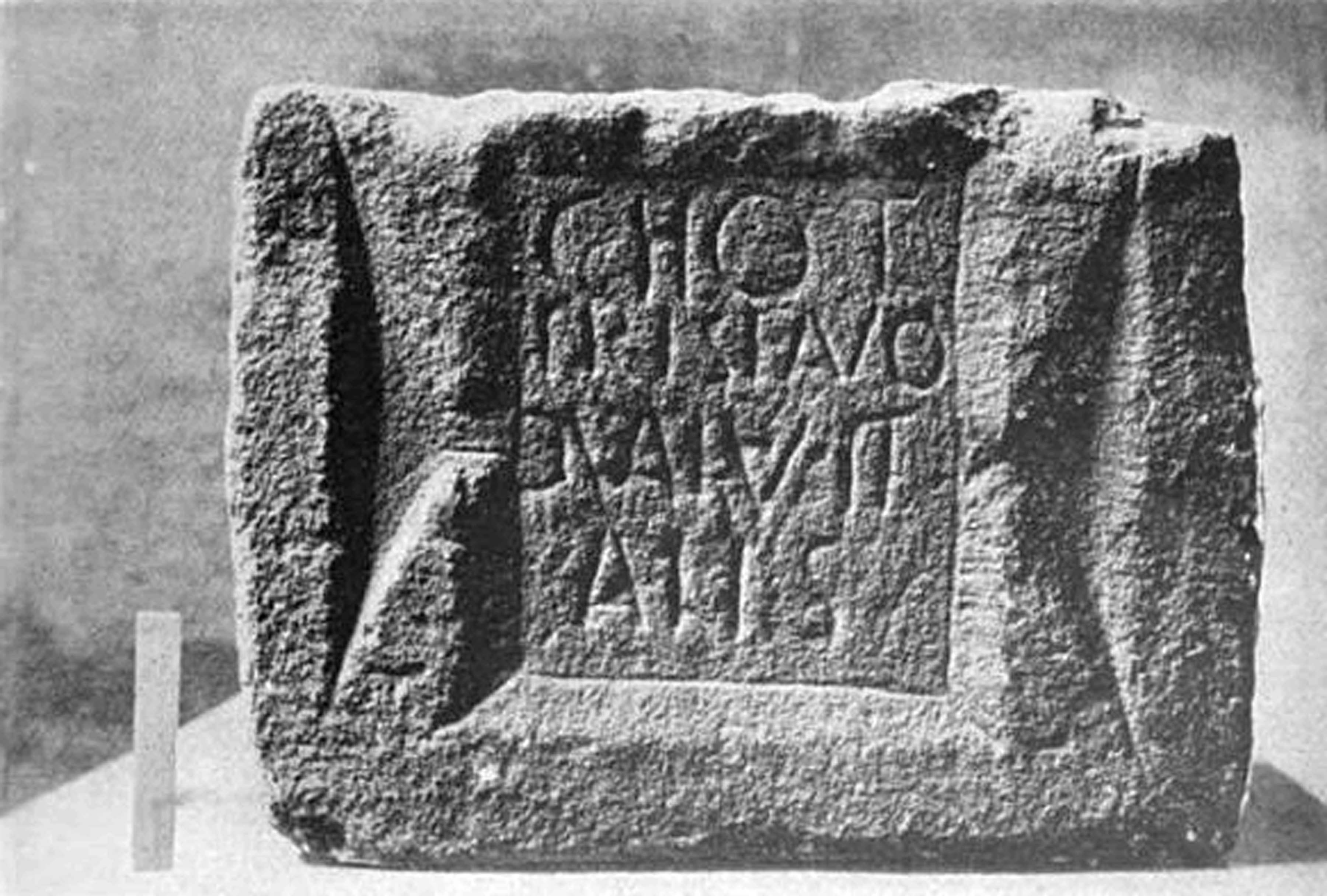
Inscriptie over Frisiavones uit kasteel Melandra

De Frisiavones (soms ook gespeld als Frisævones of Frisiabones) zijn een Germaanse volksstam waarvan verondersteld wordt dat deze in de Romeinse tijd het gebied tussen Maas en Schelde, ruwweg zuidelijk Zuid-Holland, Zeeland ten noorden van de Oosterschelde en westelijk Noord-Brabant bewoonde. Door Plinius de Oudere werden zij genoemd als een aparte volksstam naast de Frisii. Verschillende inscripties aangetroffen op militaire diploma's en grafmonumenten in Britannia (gedateerd van 103 tot 249 na Chr.) getuigen van de "Cohors Primae Frisiavonum" - "De eerste cohort van de Frisiavones". Hoewel de Romeinen niet altijd duidelijk onderscheid maakten tussen Frisiavones en Frisii is aannemelijk dat het hier wel om twee verschillende volkeren gaat, ook omdat er geen archeologische connectie tussen het woongebied van de Frisii benoorden de Rijn en het veronderstelde gebied van de Frisiavones aantoonbaar is.

## Tacitus
De Romeinse geschiedschrijver Tacitus vermeldt dat de Frisii zich in twee groepen ('grote' en 'kleine' Friezen) aan beide zijden van de monding van de Rijn hadden gevestigd. Hierbij kan worden aangetekend dat de 'monding van de Rijn' door Plinius gezien werd als het hele gebied tussen Helinium en Flevum (dus tussen Maasmonding en Zuiderzee). Op grond daarvan wordt verondersteld dat de Frisii ten noorden van de Rijn woonden, en de Frisiavones ten zuiden van de Maas, omdat het gebied tussen Rijn en Maas zonder twijfel het grondgebied van de Bataven en Cananefaten was. Soms wordt aangenomen dat de vestiging van de Frisiavones in het zuidelijke deel van de riviermonding pas na de Bataafse opstand van Julius Civilis (70 n.Chr.) plaatsvond, toen het land van de verslagen Cananefaten braak kwam te liggen.

## Plinius
Plinius is de enige klassieke auteur die de Frisiavones vermeldt, en deze worden over het algemeen gelijkgesteld aan de 'kleine' Friezen van Tacitus. De naamsverwantschap kan berusten op toeval, op stamverwantschap of op een overeenkomstige etymologische afleiding. Aangezien de Frisii als Noordzee-Germanen algemeen worden gerekend tot de Ingvaeones, zoals die voor het eerst vermeld werden door Pytheas ("Guiones", in de 4e eeuw v.Chr.) en die later door Tacitus de aanbidders van de god Ingus werden genoemd; en de god "Fro" (Oudnoors "Freyr") steeds meer als het synoniem van deze Ingus wordt gezien, ligt een overeenkomstige "Fro"-cultus voor beide volkeren het meest voor de hand.
De eerste vermelding van de Frisiavones is in paragraaf 101, waar achtereenvolgens Frisii, Chauci, Frisiavones, Sturii en Marsacii genoemd worden. Van deze volkeren worden alleen de Frisii en de Chauci (Chauken) in andere bronnen toegelicht. Over de Marsacii bestaan enkele aanwijzingen dat zij in Zuid-Holland of Zeeland zouden hebben gewoond, of mogelijk zelfs verwanten waren van de meer zuidelijk wonende Keltische Morini. Een eventueel verband tussen Sturii en Stavoren berust op louter giswerk.
Als in de namenrij van Plinius een aaneengesloten keten volkeren gelezen wordt, zouden bij lezing van west naar oost langs de Noordzeekust de Frisiavones en de andere twee genoemde volkeren (Sturii, Marsacii) oostelijk van de Chauken hebben gewoond, waarvan algemeen verondersteld wordt dat zij in het huidige Groningen en Oost-Friesland leefden. Over het algemeen laat Plinius echter zijn geestesoog van oost naar west gaan. Dit zou voor de opsomming hier betekenen dat de Frisiavones ten noorden van de Rijn woonden, en de Frisii in Noord-Duitsland. De tweede vermelding door Plinius van Frisiavones, in paragraaf 106, plaatst het volk te midden van voornamelijk Keltische volksstammen in Gallia Belgica. Plinius noemde deze volkeren nadrukkelijk in volgorde van west naar oost, waarmee de Frisiavones waarschijnlijk ergens in Limburg tussen de Sunici en de Baetasii gesitueerd zouden moeten worden. Het is dan de vraag of hier werkelijk hetzelfde volk wordt bedoeld, of anders slechts een deel van dezelfde stam dat naar een zuidelijker locatie was verhuisd.
De moderne archeologie is zeer voorzichtig wanneer het gaat om het interpreteren van dergelijke aanwijzingen door klassieke auteurs. De bewaard gebleven bronnen geven in ieder geval aan dat de Frisiavones een volk binnen het Romeinse rijk waren, in tegenstelling tot de Frisii. Zij betaalden belasting en leverden een cohort voor het Romeinse leger vanaf het einde van de 1e eeuw n. Chr. De meest voor de hand liggende locatie voor hun woongebied is het mondingsgebied van Maas en Schelde, een gebied dat zij mogelijk deelden met de Marsacii en Sturii.